# Чивас Регал
Чивас Регал /ˈʃɪvəs ˈriːɡəl/ је мешани Шкотски виски произведен од стране браће Чивас, Која је део Пернод Ричарда. Чивас Регал вуче корене још из 1801. Настанак Чивас Регала је Стратисла дестилерија у Кеит, Мореј у Стратспеј, Шкотска, најстарија оперативна дестилерија вискија, која је основана 1786.
То је водећи шкотски виски на тржишту већ дуже од 12 година у Европи и Пацифичком делу Азије. Продаја Чивас Регала је порасла за 61% између 2002 и 2008. На глобалном нивоу, Чивас Регал је забележио продају од 4,9 милиона деветолитарских буради у 2012 и 2013 али је потражња значајно опала од тада, спустивши се на 4,4 милиона буради у 2015.

## Чивас Регал врсте
- Чивас Регал 12: Мешавина вискија старих бар 12 година.

'Браћа Чивас' мешавина: Пуштен у продају у 2012 као ексклузиван бесцарински. Ова нова мешавина одаје признање пионирској уметности мешања и Чивасовом кућном стилу, у којој преовлађује Спејсајд Молтс, нарочито Стратисла and Лонгморн.
- Чивас Регал Екстра: новонастали израз са високим процентом шерија бурадима и процењен између 12- и 18-година старим.
- Чивас Регал 18: Мешавина више од 20 различитих укуса Шкотских вискија, старих бар 18 година. Освајач вишеструких златних медаља на Међународном такмичењу Вина и алкохолних пића у Сан Франциску на светском такмичењу алкохолних пића.
- Чивас Регал 25: Направљен користећи вискије старе бар 25 година; доступан само у ограниченим количинама са малопродајном ценом од c$300 долара.[4]
- Чивас Регал Икона: Мешавина вискија старих бар 25 година. Пуштен у продају 2015. године у почетку као ексклузивни туристички у Дубаију. Ова мешавина је продавана у ручно прављеним Дарлингтон кристалним бокалима направљеним од зеленог стакла.[5]

## Историја
Браћа Чивас вуку своје корене из продавнице у 13. Краљевој улици, Абердин у 1801. Продавница је продавала луксузне намирнице као што су кафа, егзотични зачини, Француски брендији, и Карибски румови богатим муштеријама. У 1842, браћа Чивас су наставила да снабдевају краљевску породицу Балтиморски замак након прве посете краљице Викторије Шкотској.
У 1843, браћа Чивас су добила краљевски налог да снабдевају краљицу Викторију. Маја 8, 1890 издање Шкотског магазина описало је браћу Чивас као "несумњиво најбољи дистрибутерски посао на северу Шкотске".
Током 1850-их Џејмс Чивас одлучио је од одговори захтевима својих богатих муштерија за глаткијим вискијем, почевши да меша вискије да би направио мешавину власништво браће Чивас. Фирмина прва мешавина, Краљевски Глен Ди, је пуштен у продају, праћен у 1860-им од стране друге власничке мешавине Шкотског бискија, Краљевског Стратадина.
У раним 1900-им, браћа Чивас су одлучила да направе своу најстарију мешавину Шкотског вискија да би га извозили у Сједињене Државе, где је цветајућа економија после пола века била у потражњи за луксузном робом. Виски је назван Чивас Регал.
Чивас Регал стар 25 година је пуштен у продају 1909. као луксузни оригинални Шкотски виски, и постао је водећи бренд у Сједињеним Државама. Чивас Регал је наставио свој успех све до Прохибиције у 1920-им.
Чивас Регак је купљен од стране Сиграмса у 1949, што је омогућило ширу дистрибуцију и маркетиншки систем.
У 1950-им, компанија Браћа Чивас је била у могућности да купи Стратиславску дестилерију, која је производила Стратиславски слад вискија који је коришћен у мешавини Чивас Регала.
Чивас Регал је поново пуштен у продају као Чивас Регал стар 12 година у Уједињеним Државама након завршетка Другог светског рата. Чивас је постао модерни бренд ере, и постао је повезан са Френком Синатром и остатком Пацовске екипе. Чивас Регал је био Шкотски виски који је Синатра захтевао, заједно са другим алкохолним пићима у бекстејџу на наступима, И Чивас је спонзорисао Дијамантску јубиларну турнеју Френка Синатре 1990.
У 1997ој, асортиман Чивас Регала је проширен пуштањем у продају вискија дуже старости, пуштањем у придају Чивас Регала старог 18 година, и у 2007ој пуштањем у продају Чивас Регала старог 25 година.
Чивас Регал је купио Пернод Ричард након заједничке понуде на Сајму алкохолних пића и вина у Децембру 2000 од стране Пернод Ричарда [[Дигаеа.

## Стратајла дестилерија
Дом Чивас Регала и локације његовог места за посетиоце налази се у Стратајла дестилерији. Дестилерија је основана 1786, и то је најстарија дестилерија која ради у планинском крају Шкотске, лоциран уСтратспеј. Стратајла дестилерија је у поседу браће Чивас, и Стратајла слад је један ос сладова вискија који се користи за Чивас Регал мешавину. Стратајла сладови имају природну слаткоћу и помажу да се дефинише укус Чивас Регала.

## Чивас Регал као спонзор и у популарној култури
Отац Дајер доноси овај виски за оца Караса да пије после смрти своје мајке у филму Истеривач Ђавола (1973), они га деле и он препознаје “Чивас Регал!” “ Одакле ти пара за то—из кутије за сиромашне”
У првих шест минута филма ''Авет која је стајала на вратима'' (1973), један од њих примећује да Чивас Регал који пију кошта 3 америчка долара.
У 2008. години Чивас Регал је покренуо нову глобалну рекламну кампању, покренуту на свим континентима. "Живите са Чивасом" створила је рекламна агенција Еуро РСЦГ. Кампања има ТВ, новине и оглашавање на отвореном.
Чивас Регал је спонзорисао Црнооки грашак', Робија Вилијамса', Бијонс's, и Кристину Агелеру's турнију у Азији.
Чивас Регал је такође представљен у току затварања ТВ серије Правни Бостон.
Чивас Регал је представљен у неколико епизода ТВ серије Банши, поред многих других епизода 5, сезона 2.
У 2011, Чивас Регал је спонзорисао Азијске награде изузетна достигнућа у категорији Спорта.
У Луд Човек сезона 6 епизоди, "Боља половина", Тед Чаоух пореди Флишманов маргарин са Чивас Регалом (јер је то релативно скуп бренд маргарина), док Дон Дрејпер пореди са Балентиновим Пивом (јер он пореди маргарин и маслац).
У Боливудском филму Схахенсхах главни негативац Џоан пије Чивас Регал.
У Том Чека' песми "Центар града": "Пије Чивас Регал у соби од 4 долара"
Аутор Хантер С. Томпсон често помиње Чивас Регал као један од својих омиљених пића током његових радова.
Веб комичарАчевуд има улогу да често пије Чивас.
У Мућке Сезона 2, епизода 3, Погубни ударац, првом емитовању 1982 Делбој тражи велики Чивас Регал у бару у покушају да импресионира Бојсија.
У 2016 Филму, Путници, главни протагониста, Џим Престон пиће које пије по избору током филма је варијанта Цхивас Регал.

## Награде
Чивас Регал вискији су се добро показали на међународном такмичењу у рангирању алкохолних пића. У 2013, светском првенству алкохолних пића у Сан Франциску жири је наградио двоструком златном медаљом Чивас Регал 18 година стар, 21 година стар and 25 година стар вискије.

### Светско такмичења алкохолних пића у Сан Франциску
| Вискији                                                    | 2003   | 2006            | 2007   | 2008            | 2009   | 2010 | 2011            | 2012            | 2013            |
| ---------------------------------------------------------- | ------ | --------------- | ------ | --------------- | ------ | ---- | --------------- | --------------- | --------------- |
| Чивас Регал 18 година стар златни мешани шкотски виски     | Злато  | Двоструко Злато | Сребро | Двоструко Злато | Бронза | -    | Злато           | Злато           | Двоструко Злато |
| Чивас Регал 21 годину стар краљевски мешани шкотски виски  | Сребро | Двоструко Злато | Сребро | Сребро          | Сребро | -    | Злато           | Злато           | Двоструко Злато |
| Чивас Регал 25 година стар оригинални мешани шкотски виски | -      | -               | -      | Двоструко Злато | -      | -    | Двоструко Злато | Двоструко Злато | Двоструко Злато |
| Source:                                                    |        |                 |        |                 |        |      |                 |                 |                 |